# Paulos Raptis
Paulos Raptis (griechisch Παύλος Ράπτης Pávlos Ráptis; * 28. Februar 1933, nach anderen Angaben 29. Juni 1935 oder 29. Februar 1936 in Trilofos, Griechenland; † 21. November 2021 in Warschau, Polen) war ein griechisch-polnischer Opernsänger (Tenor).

## Leben
Paulos Raptis wurde in Trilofos, einem Bergdorf nahe der Grenze zu Albanien, 30 km westlich von Kastoria, geboren, wobei für das Datum drei unterschiedliche Angaben vorliegen. Während des Griechischen Bürgerkriegs verließ er 1947 mit seinen Eltern das Land und gelangte nach Zwischenstationen in Albanien und Rumänien 1950 ohne seine Eltern nach Polen. Diese Fluchtroute nutzten damals nicht wenige Griechen, wobei manche in den 1980er Jahren nach Griechenland zurückkehrten, viele aber in Polen blieben. Er besuchte zunächst eine Berufsschule in Zgorzelec, konnte dann aber auf Empfehlung eines Lehrers an das Musikgymnasium in Stettin wechseln, wo er Gesang und Violine lernte und das er 1955 abschloss. In Stettin leitete er einen aus 75 griechischen Flüchtlingen bestehenden Chor, mit dem er auf den 1955 in Warschau stattfindenden Weltfestspielen der Jugend und Studenten auftrat.
Raptis studierte ab 1955 an der Staatsopernschule Posen in der Klasse von Kazimierz Czarnecki. 1961 debütierte er an der Oper Breslau in der Oper Les pêcheurs de perles von Georges Bizet. Er sang von 1962 bis 1988 am Teatr Wielki in Łódź, wo er unter anderem 1967 in Rigoletto von Giuseppe Verdi, 1969 in Faust von Charles Gounod, 1971 in La fanciulla del West von Giacomo Puccini  und 1980 in L’italiana in Algeri von Gioachino Rossini auftrat. Daneben sang er auch von 1974 bis 1988 am Teatr Wielki in Warschau. Auch hatte er zahlreiche Auftritte im Ausland, so z. B. ab 1979 regelmäßig an verschiedenen jugoslawischen Opernhäusern. Er war der Tenor-Solist bei der Uraufführung von Krzysztof Pendereckis Te Deum in Assisi 1980. Ab 1988 gehörte er dem Ensemble der Griechischen Nationaloper an.
Neben Opern sang er auch griechische Lieder aus dem Folklore- und Schlagerbereich und nahm mit diesem Repertoire einige Schallplatten auf. Auch in Jugoslawien veröffentlichte er eine Schallplatte mit in serbokroatischer Sprache gesungenen griechischen Liedern.

## Familie
Raptis heiratete 1961 die damalige Sprachstudentin Helena Skiba. Das Ehepaar hatte einen Sohn.

## Schallplatten (Auswahl)
- 1962: Pieśni Błękitnego Adriatyku, PNM L 0405
- 1972: Pod Niebem Południa – Pieśni Włoskie I Greckie, PNM XL 0533
- 1974: Operatic arias, PNM SX 1170
- 1981: mit Teresa May-Czyżowska: Miłosne Duety Operowe, PNM SX 2101
- 1984: Biseri Grčke Muzike (Perlen der griechischen Musik), PGP RTB 2121565

## Auszeichnungen (Auswahl)
- 2011: Gloria-Artis-Medaille für kulturelle Verdienste in Silber